# Калетта
Кале́тта (итал. Caletta, сард. Calitta) — фракция (административно-территориальная единица) коммуны Синискола провинции Нуоро автономной области Сардиния Италии.

## История
В Средние века здесь располагался порт под названием «Portunono» (с сард. — «новый порт»).
В XIX веке жители называли эту территорию «Pedras Nieddas» (с сард. — «чёрные камни»).

## Население
Население составляет 1950 человек.

## Экономика
Основные источники дохода местных жителей — туризм, рыбная ловля.

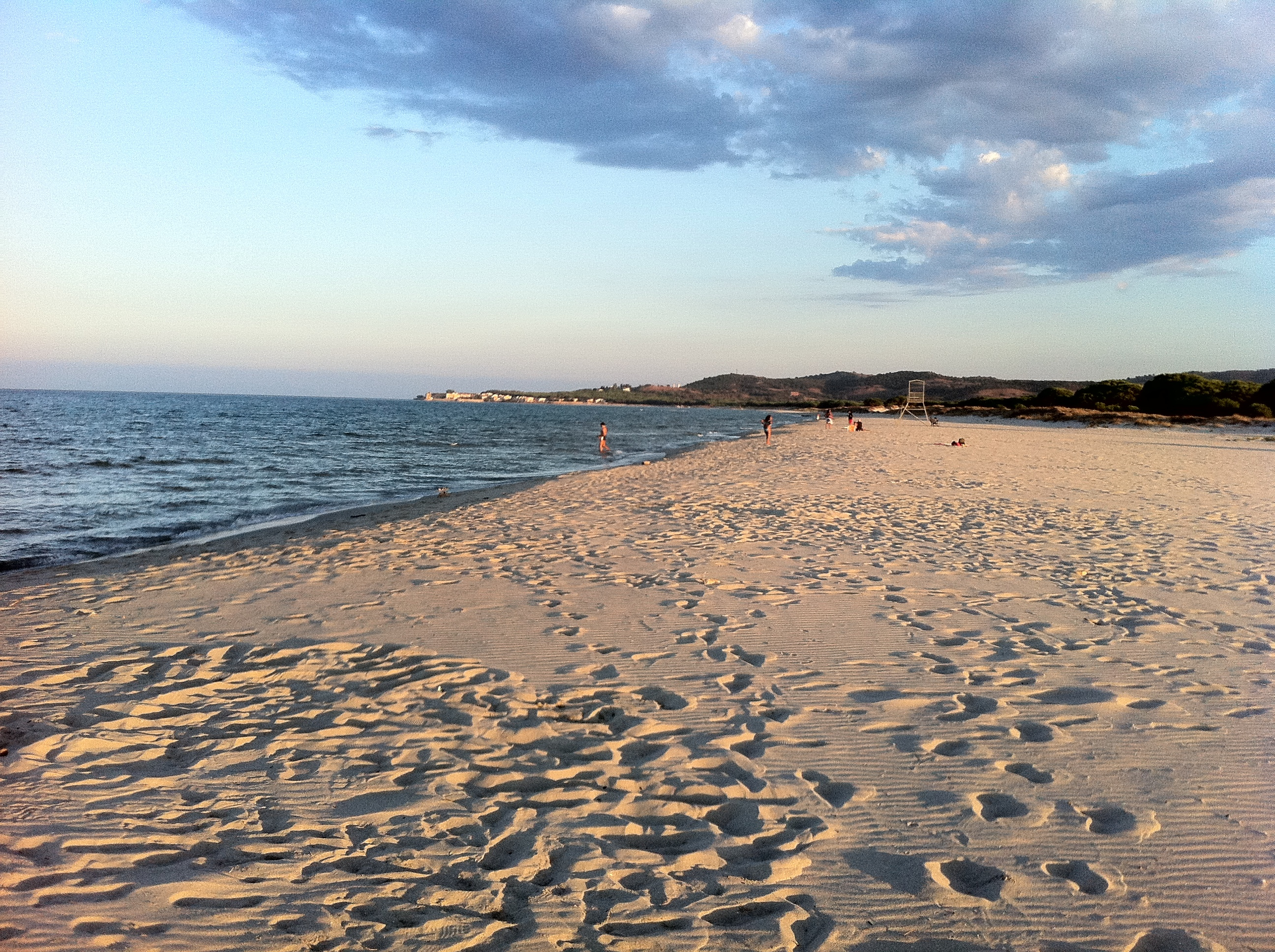
Пляж в Калетте

## Туризм
Является популярным курортом в Италии благодаря пляжу и одноимённой пристани.

## В искусстве
На пляже Калетты разворачивается действие романа «Морские лилии» (1956) французского драматурга Андре Пьейра де Мандьярга.